# 古四王神社
古四王神社（こしおうじんじゃ）は、秋田県秋田市にある神社である。

## 歴史
社伝では、崇神天皇の時代、四道将軍大毘古命が蝦夷を平定するため北陸道に派遣された折、北門の鎮護のために武甕槌神を齶田浦神（あぎたのうらのかみ）として祀り、次いで斉明天皇の時代、阿倍比羅夫が秋田地方に来た折、自らの祖である大毘古命を合祀し、越王神社（古四王神社）として創建したとされている。「齶田浦神」の名は日本書紀に見え、一説では蝦夷が信仰した地主神または海洋神と推定し、「齶田」を「秋田」の古名とする。当神社は延喜式神名帳には記載がないが、『日本三代実録卷第十』貞観7年2月27日（865年3月28日）条に「出羽国正六位上城輪神。高泉神並従五位下」との記述があり、このうち「高泉神」について菅江真澄は古四王神社のことであると書いている。
高泉神である明確な証拠は他に存在しないが、新潟・山形・秋田を中心に、北陸・東北地方の各地に胡四王、古四王、巨四王、小四王、高志王、越王、腰王、小姓 等という標記の神社が多数分布することから、越の国を中心に北方に広がった阿倍氏の祖神と蝦夷の土着の神が同一視されたものとして、かなり古くから信仰された神であろうと推察する意見がある。なお、伝説の域を出ないが、坂上田村麻呂が802年（延暦21年）の蝦夷討伐に際し、戦勝祈願をしたと伝えられている田村神社が境内に存在する。
同地は移転後の出羽柵（後に秋田城）の跡地に近く、城の守りとして創建されたと見られる四天王寺と習合し、中世を通じて古四王大権現として崇敬され、安東氏の寄進も受けている。江戸時代に入り、佐竹氏が秋田地方に入部した後も社領を寄進され、最終的には60石となった。この頃より近隣住民からは、単なる北方鎮護の武神としてではなく、豊作や眼病に霊験灼かと広く崇敬されている。江戸時代は秋田六郡三十三観音霊場の24番札所として指定された。
なお、1818年（文政元年）刊行の曲亭馬琴の随筆「玄同放言」中にも、古四王社の挿絵がある。
近代社格制度の下で最初は郷社に指定されたが、1873年（明治6年）1月にいったん取り消され、同年10月に再指定された。1876年（明治9年）2月24日に県社へ昇格。1882年（明治15年）には国幣小社に列せられ、以降秋田県内の神社では最も高い社格となった。

## 祭神
- 武甕槌命（たけみかづちのみこと）
- 大毘古命（おおひこのみこと）

## 境内外社
- 田村神社（住吉神社・今木神社を合祀）
- 岩戸神社
- 神明社

## 年表
〈〉は関連事項
- 崇神天皇時代：大彦命、武甕槌神を齶田浦神として奉祀（伝説）
- 658年（斉明天皇4年）：阿倍比羅夫、齶田浦神に大彦命を合祀して古四王神社創建（伝説）
- 733年（天平5年）：〈出羽柵を移転し秋田城と改称〉
  - この頃、城内に四天王寺創建、神仏習合により四天王を祀る
- 1602年（慶長7年）：〈佐竹義宣、秋田入封。〉
- 1868年（明治元年）3月：〈神仏分離令〉
- 1871年（明治4年）5月14日：〈社格制度制定〉
- 1876年（明治9年）：県社に列せられる
- 1882年（明治15年）4月29日：国幣小社に列せられる
- 1891年（明治24年）5月：伏見宮貞愛親王から染筆の横額を下賜される[2]

## 交通
バス
- 秋田中央交通：秋田駅から将軍野線または寺内経由土崎線で寺内地域センター前または護国神社前下車。

## その他
- 仏教の影響からか、近年まで氏子は、肉、牛乳、卵を飲食しない風習を持っていた。
- 神仏習合により、聖護院修験道の管轄となっていたためか、1868年（明治元年）の神仏分離令により仏教と分離したあとも、神社の紋は輪宝を用いている。
- 秋田県内にはこの秋田市の他、由利本荘市大内中館、にかほ市象潟、大仙市大曲、横手市十文字、鹿角市八幡平、湯沢市稲川にも古四王神社があり、湯沢市にはかつて古四王中学校と云う中学校も存在した。また、能代市檜山の桧山神社にも、古四王神社が合祀されている。